# NovaLogic
NovaLogic, Inc. es una compañía desarrolladora de software y editora establecida en 1985 y con sede en Calabasas, California. La compañía fue fundada por el actual CEO John A. García. fondo de García en los programas informáticos se inició en el sur de California en la década de 1980, cuando trabajaba en DataSoft. 
La compañía ha crecido de un pequeño desarrollador conversiones de arcade a un editor de sus propios títulos de juegos populares. La empresa siempre ha sido de propiedad privada. Sin embargo, Electronic Arts es un accionista minoritario. 

## Historia
Originalmente, NovaLogic trabajó en nuevas versiones de los juegos ya publicados,  como el puerto 1987 PC de Bubble Bobble de Taito America. 
La secuela cancelada de Super Mario World para la Philips CD-i, Super Mario´s Wacky Worlds , estaba en desarrollo por NovaLogic. 
En 1994, NovaLogic estableció su oficina europea en Londres, Inglaterra. Esta oficina posteriormente, fue cerrada.
Tres años más tarde, NovaLogic lanzó por primera vez su servicio de intermediación en línea gratis, NovaWorld. Este servicio permite las grandes batallas en línea y seguimiento de estadísticas. Después de publicar varios juegos con temas militares exitosas, la compañía comenzó NovaLogic Systems, Inc. (NLS) en 1999, lo que hizo simulaciones de entrenamiento para el Ejército de los Estados Unidos.
En el 2004 fue el lanzamiento de Joint Operations: Typhoon Rising afirmó haber establecido un récord mundial para el mayor juego FPS,, que fue refutado rápidamente por Sony Online Entertainment para su juego Planetside, que acogió rutinariamente cientos de jugadores en un solo servidor. Novalogic luego cambió su reclamo a la "FPS más grande sin una cuota de suscripción", que los fanes de la venerable World War II Online rápidamente señalaron también era inexacta. En última instancia la empresa se conformó con el título de más grande "combate moderno" FPS sin suscripción.
Un año más tarde, Delta Force: Black Hawk Down de NovaLogic para la Xbox, desarrollado por Climax Group, permite hasta 50 jugadores en un juego multijugador, rompiendo el récord de las mayores batallas de la consola de varios jugadores en el momento. Ese mismo año, Novalogic fue multado con $153.500.- dólares por Business Software Alliance tras una auditoría descubrieron que tenían copias sin licencia de software de Adobe, Apple, Autodesk, FileMaker, Macromedia, Microsoft y Symantec.
En 2008, la editorial MTR Soft había mostrado información sobre próximo título de NovaLogic Delta Force: Angel Falls (aunque todavía no se ha anunciado por NovaLogic sí mismo). En diciembre de 2008, NovaLogic anunció que han cortado los lazos con MTR Soft, debido a MTR utilizaba la licencia para obtener fondos adicionales. También en 2008, NovaLogic publicó una compilación alfa de la nueva NovaWorld 2.0 la cual ofrece mucho mejor en rendimiento y características. A principios de 2009, NovaLogic lanzado Delta Force 10th Anniversary Collection (una recopilación de todos los juegos oficiales de la Fuerza Delta, guías de usuario y la banda de sonido de CD de Delta Force: Caída del Halcón Negro). El 2 de junio del 2009, Delta Force: Xtreme 2 fue lanzado simultáneamente en las tiendas físicas y en línea a través de descarga digital. Luego, el 18 de agosto del mismo año fue lanzado Joint Operations: Combined Arms Gold fue lanzado como una recopilación de Joint Operations: Typhoon Rising y Joint Operations: Escalation que también incluye el concepto de arte, la banda sonora y más.
El 31 de octubre de 2016, se anunció que el desarrollador y editor de juegos THQ Nordic había adquirido todos los activos de NovaLogic, mientras compraba la participación minoritaria de Electronic Arts.

## Juegos
Lista de los juegos de NovaLogic

### SerieComanche
- Comanche: Maximum Overkill (1992)
  - Comanche: Global Challenge (1993)
  - Comanche: Over the Edge (1993)
  - Comanche CD (1994, compilation)
- Comanche 2 (1995)
  - Comanche 2: Werewolf vs. Comanche (1996)
- Comanche 3 (1997)
  - Comanche Gold (1998)
- Comanche 4 (2001)

### SerieArmored Fist
- Armored Fist (1995)
- Armored Fist 2 (1997)
- Armored Fist 3 (1999)

### SerieF-22
- F-22 Lightning II (1996) 
- F-22 Raptor (1997) 
- F-16 Multirole Fighter (1998) 
- MiG-29 Fulcrum (1998) 
- F-22 Lightning 3 (1999) 

### Joint Operations
- Joint Operations: Typhoon Rising (2004) (PC) 
- Joint Operations: Escalation (17 de noviembre de 2004) 
- Joint Operations: Combined Arms (10 de octubre de 2005 Compilation) 
- Joint Operations: Combined Arms Gold (18 de agosto de 2009 RECOPILACIÓN)

### Combate Space Flight Simulation
Tachyon: The Fringe (marzo de 2000)

### SerieDelta Force
- Delta Force (1998)
- Delta Force 2 (1999)
- Delta Force: Land Warrior (2000)
  - Delta Force: Task Force Dagger (2002)
- Delta Force: Urban Warfare (2002)
- Delta Force: Black Hawk Down (2003)
  - Delta Force: Black Hawk Down: Team Sabre (2004)
- Delta Force: Xtreme (2005)
- Delta Force: Xtreme 2 (2009)
- Delta Force: Angel Falls (TBA)

### Otros Juegos
- Wolfpack (1990)
- The Rocketeer (1991)
- Jigsaw: The Ultimate Electronic Puzzle (1992)
- Super Mario's Wacky Worlds (Cancelled, release intended in 1993)
- Ultrabots (1993)
- Black Fire (1995)
- F-16 Multirole Fighter (1998)
- MiG-29 Fulcrum (1998)
- Tachyon: The Fringe (2000)
- Necrocide: The Dead Must Die (Cancelled circa 2002[11])
- Joint Operations: Typhoon Rising (2004)
  - Joint Operations: Escalation (2004)
  - Joint Operations: Combined Arms (2005, compilation)
  - Joint Operations: Combined Arms Gold (2009, compilation)

## Juegos cancelados por NovaLogic
- Super Mario's Wacky Worlds - Destinados a liberar en 1993, cancelados debido al abandono de la consola. 
- Necrocide: The Dead Must Die - Cancelado alrededor de 2002